# Al-Dżabha
Al-Dżabha, także: Dżaba (fr. El Jebha) to niewielkie, portowe miasto znajdujące się na wybrzeżu Morza Śródziemnego, w północnej części Maroka. Usytuowane jest w pobliżu gór Rif, na trasie wiodącej z północnozachodniej do północnowschodniej części kraju. Al-Dżabha jest stolicą dystryktu (cercle) Mtiwa i stanowi część prowincji Szefszawan w regionie Tanger-Tetuan.

## Nazwa miasta
Nazwa miasta jest bezpośrednio związana z jego położeniem geograficznym. Al-Dżabha usytuowana jest u podnóża łańcucha górskiego i wygląda niczym czoło gór Rif. W języku  arabskim słowo „al dżabha” oznacza „czoło”.

## Gospodarka

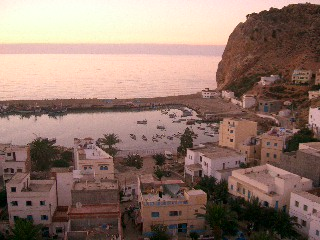
Fragment miasta

Dwa najważniejsze sektory w gospodarce miasta to rybołówstwo i handel. Znajduje się w nim port. Ze względu na plaże jest to także miasto turystyczne.

## Meczet
W ciągu ostatniej dekady liczba mieszkańców miasta znacznie wzrosła, co w efekcie doprowadziło do sytuacji, w której stary meczet nie był w stanie pomieścić wszystkich wiernych. Z tego też powodu władze miasta zdecydowały się na wybudowanie nowego, dużego meczetu. Nowa budowla została zaprojektowana w tradycyjnym marokańskim stylu. We wnętrzu meczetu jak i na zewnątrz obiektu dominuje, charakterystyczny dla nadbrzeżnej, marokańskiej architektury, kolor biały.